# Conosema pratti
Conosema pratti là một loài bướm đêm trong họ Noctuidae.